# U.S. Men's Clay Court Championships 1974
L'U.S. Men's Clay Court Championships 1974 è stato un torneo di tennis giocato sulla terra. È stata la 64ª edizione del U.S. Men's Clay Court Championships, che fa parte del Commercial Union Assurance Grand Prix 1974. Si è giocato a Indianapolis negli Stati Uniti dal 5 all'11 agosto 1974.

## Campioni

### Singolare
Jimmy Connors ha battuto in finale  Björn Borg con il punteggio di 5–7, 6–3, 6–4.

### Doppio
Jimmy Connors /  Ilie Năstase hanno battuto in finale  Jürgen Fassbender /  Hans-Jürgen Pohmann con il punteggio di 6–7, 6–3, 6–4.